# Bogdan Radica
Bogdan Radica (Split, 26. kolovoza 1904. – New York, 5. prosinca 1993.), bio je hrvatski povjesničar (sveučilišni profesor), publicist, diplomat, književnik i prevoditelj.

## Životopis

### Mladost i obrazovanje
Bogdan Radica rodio se 1904. godine u Splitu od oca Lovre i majke Pavice rođ. Čulić. Osnovnu školu završava u rodnom gradu gdje zatim polazi klasičnu gimnaziju. U Ljubljani studira samo jednu godinu, između 1923. do 1924. godine. Tijekom studija u Ljubljani slao je dopise u Hrvatsku prosvjetu i Vijenac. Godine 1924. odlazi u Firencu i na tamošnjem sveučilištu sluša predavanja. Tijekom studija u Firenci uz slanje dopisa i izvješća u Hrvatsku prosvjetu postaje dopisnikom Hrvatske riječi, te kasnije i Obzora.

### Novinski dopisnik i diplomat
Godine 1928. odlazi za dopisnika u Pariz, a u Ateni živi od 1929. do 1933. godine i dopisnik je Avale, te ujedno izaslanik za tisak pri jugoslavenskom poslanstvu. Jedno vrijeme provodi u Turskoj a od 1933. pa sve do 1939. godine radio je kao diplomat, član jugoslavenske delegacije u Ligi naroda u Ženevi. Godine 1935. oženio je Ninu Ferrero, kćer Guglielma Ferrera. Nakon sporazuma Cvetković-Maček 1939. godine radi u uredu za vanjski tisak u Beogradu. Godine 1940. biva premješten u Washington a padom Jugoslavije 1941. godine radi u tiskovnom uredu u New Yorku. Od 1943. zajedno s Louisom Adamičem radi u kampanji protiv jugoslavenske vlade u Londonu a za priznanje Tita i njegovog pokreta. Louis Adamič, američki književnik slovenskog podrijetla, bio je najviše pridonio da se Amerika okrenula Titu svojim brojnim brošurama, knjigama, novinskim člancima i govorima. U listopadu 1944. godine Radica odlazi u London gdje je Ivan Šubašić radio na stvaranju nove jugoslavenske vlade. Godine 1945. kratko je radio u Ministarstvu informacija u Beogradu.

 
Iz knjige Hrvatska 1945.:
»Doputovavši u Split dobio je hladni tuš od rodbine i prijatelja te sugrađana koji su se čudili, što se on, koji je mogao ostati u Americi, vratio u Titov pakao ("Ma ča ste Vi onaj Bojdan iz Amerike, pa ste ovamo došli"). Strah je bio zahvatio ljude kao da stoje pred Sudnjim danom, pa je svaki pojedinac s neizvjesnošću očekivao svoju sudbinu. Svake noći su nestajali najugledniji građani, a drugi su se skrivali i šaptali iza spuštenih zastora. Govorilo se da je Dalmacija uz Tita, a u Splitu je Radica osjetio da to nije točno: pred talijansko-četničkom strahovladom mladost je pobjegla u planine, priključila se partizanima, i vratila se kao pobjednik, ali stariji svijet nije htio te nove Jugoslavije, koju je smatrao gorom od one kraljevske. Iz Splita je obilazio tužnu okolicu, popaljena sela, pa je tako došao i u selo Gata, u Srednjim Poljicama, gdje su četnici (1942.), uz pomoć Talijana, poklali sve muško stanovništvo. Posvuda je sretao odrpanu, gladnu djecu i žene u crnini. Jedno razočaranje je slijedilo za drugim, ali ipak najgore je doživio u Zagrebu. Tamo je vlast bila prepuštena Srbima iz Like ili s Korduna. Sve ono što je nešto značilo u kulturnom ili političkom životu Hrvata, bježalo je prema austrijskoj granici ili je bilo ugušeno kao "reakcija" (...)«

### Emigracija i publicistički rad
Nakon povratka u Beograd radi na dobivanju vize za odlazak u inozemstvo i oko Božića 1945. godine odlazi za Bari, odakle šalje brzojav ženi Nini: "Zauvijek izišao iz Titova raja". Nakon povratka u Ameriku, u New York, 1946. godine, napisao je svoj poznati članak za Reader's Digest, Yugoslavia's Tragic Lesson to the World (Tragična lekcija Jugoslavije svijetu). U njemu je nabrojio sve razloge svojih razočaranja u Titovu Jugoslaviju i zaklinje Amerikance da ne nasjedaju lažnim krilaticama.
Od svog povratka u Ameriku piše o Hrvatskoj i u američkim novinama, te osobno svjedoči u njezinu korist u Kongresu u Washingtonu. 
Od 1950. do 1974. godine predaje povijest na Sveučilištu Fairleigh Dickinson.

### Smrt
Umro je u New Yorku, 1993. godine, u bolnici St. Luke's-Roosevelt Hospital Center. Radičini posmrtni ostaci preneseni su iz New Yorka u mjesto Strada in Chianti pokraj Firence, a njegova biblioteka i arhiv pohranjeni su u Hrvatskom državnom arhivu u Zagrebu.

## Djela
Značajniji naslovi Bogdana Radice:
- Leo Ferrero ili sudbina jedne generacije: prilikom treće godišnjice njegove smrti, Obzor, Zagreb, 1936.
- Colloqui con Guglielmo Ferrero: sequiti dalle Grandi pagine, (Razgovori s Guglielmom Ferrerom), Nuove Edizioni Capolago, Lugano, 1939.
- Agonija Evrope: razgovori i susreti, Geca Kon, Beograd, 1940., (hrv. izd., Agonija Europe: razgovori i susreti, Disput, Zagreb, 2006.)[9]
- What price Tito?, (Koju cijenu Tito?), New York: [The American mercury], 195?., (poseban otisak iz revije "The American mercury")
- Notes on the Croatian and Serbian literature, (Bilješke o hrvatskoj i srpskoj književnosti), [New York, 1963], (poseban otisak iz "Journal of Croatian studies" v. 3-4., 1962. – 1963.)
- Risorgimento and the Croatian question: Tommaseo and Kvaternik, (Risorgimento i hrvatsko pitanje: Tommaseo i Kvaternik), New York, 1965. (poseban otisak iz "Journal of Croatian studies", vol. 5-6, 1964-65.)[10]
- Venizelos and the struggle around the Balkan Pact, (Venizelos i borba za balkanski savez), Institute for Balkan Studies, Solun, 1965. (poseban otisak, Balkan studies, v. 6, 1965.)
- Some aspects of Italian literary exchanges and influences on Croatian literature, (Neki aspekti talijanske književne razmjene i utjecaja na hrvatsku književnost), Institute for Balkan Studies, Solun, 1969. (poseban otisak, Balkan studies, v. 10, br. 2, 1969.)
- Sredozemni povratak, Knjižnica Hrvatske revije, München-Barcelona, 1971.
- Hrvatska 1945., Knjižnica Hrvatske revije, München-Barcelona, 1974., (2. izd., Grafički zavod Hrvatske, Zagreb, 1992.)
- Živjeti - nedoživjeti, Knjižnica Hrvatske revije, München-Barcelona, knj. I, 1982., knj. II., 1984.
- Emigrazione jugoslava e italiana: le memorie di Bogdan Raditza, (Jugoslavenska i talijanska emigracija: sjećanja Bogdana Radice), Firenca, Le Monnier, 1985.
- Vječni Split, Ex libris, Zagreb-Split, 2002. priredila Jelena Hekman, (ur. Boris Maruna)[11]
- Živjeti – doživjeti: eseji, priredio Božidar Petrač, Društvo hrvatskih književnika, Zagreb, 2018.

## Članci uHrvatskoj reviji
Dio članaka objavljenih u Hrvatskoj reviji između 1955. i 1990. godine:
- Hrvatska problematika u američkoj javnosti, sv. 1., str. 32. – 50., 1955.
- Vječni Split - Portret jednoga grada, sv. 2., str. 117. – 130., 1957.
- Proročanski lik Guglielma Ferrera - Prigodom 15. godišnjice njegove smrti, sv. 1., str. 27. – 38., 1958.
- Supilova pisma Ferrerovima - Prilozi našoj suvremenoj političkoj povijesti (Druga serija), sv. 1-2., str. 17. – 53., 1962.
- Zadnji Meštrovićev pohod Hrvatskoj, Prema neposrednim bilješkama pišu: Ante Smith Pavelić i Bogdan Radica, sv. 4., str. 319. – 332., 1962.
- John F. Kennedy, sv. 1., str. 6. – 11., 1964.
- "Hrvatski narod ne treba Tisserantovih savjeta niti blagoslova", sv. 3., str. 381. – 382., 1968.
- Zlokobni prosinac 1971., sv. 1., str. 3. – 16., 1972.
- O ideji i tradiciji samostalne države - Replika na članak Ivana Babića, sv. 1., str. 125. – 127., 1977.
- Vjera u pobjedu nezavisnosti - vjera u budućnosti Hrvatske, sv. 1., str. 180. (Odjeci), 1978.
- Jugoslavija: Postepeno ali sigurno prilazi svome kraju, sv. 3., str. 411. – 422., 1981.
- Pjesništvo Gradišćanskih Hrvata, sv. 3., str. 494. – 497., 1984.
- Od Lenjina preko Staljina do Gorbačove "Perestrojke", sv. 3., str. 399. – 405., 1988.
- Živjeti i doživjeti! – Poslije 50 godina poljubio Hrvatsku u Slobodi, sv. 3., str. 595. – 600., 1990.

## Spomen
- 2012. godine postavljena mu je spomen ploča na rodnoj kući u Uvodića širini br. 9., u Velom Varošu.[12][13]

## Zanimljivosti
- Zbog oštorog pera i istinoljubivosti Radicu su napadali svi režimi i politike, Hrvatski nacionalisti zvali su ga "jugobogdanom", velikosrbi "Titovim agentom", dok su ga komunisti nazivali "ustaškim ideologom".[14]

## Vanjske poveznice
Mrežna mjesta
- Bogdan Radica, Vječni Split  Arhivirana inačica izvorne stranice od 12. kolovoza 2016. (Wayback Machine) (2002.), ulomci
- Petar Popović, Bogdan Radica i teorijski koncept međunarodne kulture, Političke analize 27/2016., Hrčak
- Stevo Đurašković, Zaboravljeni hrvatski kozmopolit Bogdan Radica[neaktivna poveznica]
- Stevo Đurašković, Mediteranizam Bogdana Radice kao kao ideja slobode nasuprot totalitarizmima[neaktivna poveznica], Zbornik radova s Desničinih susreta 2015.
- Marino Badurina, Bogdan Radica – hrvatska veza sa svijetom  Arhivirana inačica izvorne stranice od 2. srpnja 2017. (Wayback Machine), Hrvatski povijesni portal, 26. kolovoza 2014.